# Wilhelm Friedrich von Widenmann
Wilhelm Friedrich Widenmann, ab 1838 von Widenmann (* 11. Juni 1793 in Stuttgart; † 8. Juni 1878 ebenda), war ein württembergischer Oberamtmann.

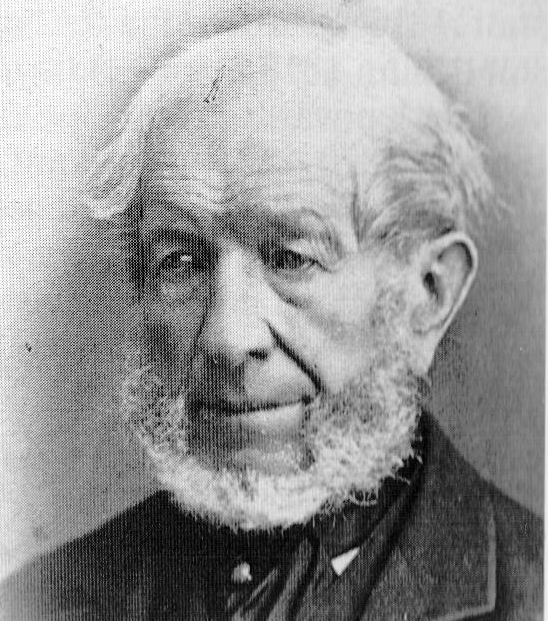
Oberamtmann Wilhelm Friedrich von Widenmann

## Leben und Werk
Der Sohn des Stuttgarter Stadthauptmanns Thomas Widenmann besuchte das Gymnasium in Stuttgart. Von 1807 bis 1809 machte er eine Ausbildung zum Schreiber. Seine berufliche Laufbahn begann er als Substitut bei der Stadtdirektion Stuttgart und bei anderen Stadtschreibereien, 1813 machte er die Substitutenprüfung. 1815 wurde er Aktuar in Stuttgart und 1817 Revisor bei der Oberregierung im Innenministerium. 1824 ernannte man Widenmann zum provisorischen Oberregierungsassessor und 1826 zur Regierungsrat. 1928 war er Ministerialassessor im Innenministerium. Von 1836 bis 1839 leitete er als Oberamtmann mit dem Titel Regierungsrat das Oberamt Göppingen. Zwischen 1839 und 1848 arbeitete er als Regierungsrat bei der Regierung des Schwarzwaldkreises in Reutlingen. 1848 wechselte er zur Abteilung Straßen- und Wasserbau im Innenministerium, dort wurde er 1850 Oberregierungsrat. 1857 trat Wilhelm von Widenmann wegen eines Augenleidens aus gesundheitlichen Gründen in den Ruhestand.

## Politik
1844 wurde Wilhelm von Widenmann im Wahlbezirk Sulz in die zweite Kammer des Württembergischen Landtags gewählt, er übte das Mandat bis 1848 aus.

## Auszeichnungen
- 1838: Ritterkreuz des Ordens der württembergischen Krone[1], das mit dem persönlichen Adelstitel (Nobilitierung) verbunden war
- 1867: Kommenturkreuz 2. Klasse des Friedrichs-Ordens